# Caryocolum viscariella
Caryocolum viscariella is een vlinder uit de familie tastermotten (Gelechiidae). De wetenschappelijke naam is voor het eerst geldig gepubliceerd in 1855 door Stainton.
De soort komt voor in Europa.